# Fannia moseri
Fannia moseri är en tvåvingeart som beskrevs av Chillcott 1965. Fannia moseri ingår i släktet Fannia och familjen takdansflugor. Inga underarter finns listade i Catalogue of Life.